# 日曜ワイド
『日曜ワイド』（にちようワイド）はテレビ朝日系列にて、2017年4月9日から2018年3月25日まで毎週日曜10:00 - 11:50に放送されていた2時間ドラマ枠。
2019年現在、同じ曜日において不定期で2時間ドラマを放送しているが、『日曜ワイド』の題名を掲げていない。

## 概要
2017年4月改編において、2時間超単発枠『土曜プライム』を終了させ、土曜20:54 - 21:54に『サタデーステーション』を開始することならびに21:58 - 22:59に『こんなところにあるあるが。土曜♥あるある晩餐会』の改題・プライムタイム昇格・枠移動・拡大が決定した（後者については同年9月で終了）。
これに伴い、『土曜プライム』枠のうち、同枠の一企画扱いで放送してきた『土曜ワイド劇場』および『土曜ワイド劇場』ではない『土曜プライム』のドラマ作品について、2時間ドラマ枠である本枠を新設のうえ、本枠にて放送することを、テレビ朝日が同年2月10日に発表した。また、本枠では新作のみならず、過去作品についても『ミステリー傑作選』として放送された。なお、放送尺の関係から、一部過去作品については短縮版を放送した。
番組開始から2017年6月4日までの間、『ミステリー傑作選』と『やすらぎの郷』の総集編以外のラインナップは放送されていなかったが、同月11日からは新作も随時放送されていた（後述）。また、『土曜プライム』で設けられていた月1回（原則第3週）の朝日放送制作枠も設けられていなかった（新作を含め、原則として毎週テレビ朝日制作となっていた）。
また、本枠放送開始時間帯に2017年4月2日まで放送されていた『帰れまサンデー』は、同日に放送を終了した『報道ステーション SUNDAY』の後番組の1つとして、同月9日より16:30 - 17:30の枠に移動のうえ、ローカルセールス枠に降格しての放送となり、『帰れまサンデープラス』は同月2日をもって終了した。なお、一部の新作については「ミステリースペシャル」（2017年3月16日 - 2018年4月1日）として別枠で不定期で放送する場合もあった。
民放における2時間ドラマ枠では再放送を除き、ゴールデン・プライム枠以外、且つ日曜午前枠に編成されていたのはこれが初のケースあり、本枠が唯一あった。

### 枠終了とその後
2018年4月8日より『旅サンデー』（10:00 - 11:45）開始に伴い、本枠は同年3月25日をもって終了した。なお、同年4月1日は改編期特番として、『ミステリースペシャル・京都南署鑑識ファイル12』を本枠が放送されていた時間帯に放送した。また、同年4月1日から『サンデーステーション』の夕方への枠移動に伴い、同月8日開始の『日曜プライム』（日曜21:00 - 23:05）で不定期に新作を放送する。

## 主な作品
本節では特に断りのない限り、テレビ朝日制作の作品を列挙。また、原則として、新作のシリーズものを列挙。本枠開始後の新シリーズに加え、それ以外にも『土曜プライム・土曜ワイド劇場』（含：『土曜プライム』の一企画扱いに降格前の『土曜ワイド劇場』）あるいは『土曜プライム・土曜ワイド劇場』の二重冠がつかない『土曜プライム』のドラマ作品からの続き物を含む。ただし単純な再放送にあたる『ミステリー傑作選』（これらの枠などで過去に放送済みの分の再放送）については、「Category:日曜ワイド」に収載されている個別作品もしくはシリーズの記事を参照のこと。また、『日曜ワイド』へ引き継がれたのを機に、作品中の人物設定や撮影セット等がリニューアルされている場合がある。
| 回数 | 放送日         | タイトル                           | 話数                               | 主演                | 原作       | 脚本                | 監督       | 制作                   | 備考 |
| ---- | -------------- | ---------------------------------- | ---------------------------------- | ------------------- | ---------- | ------------------- | ---------- | ---------------------- | ---- |
| 1    | 2017年6月11日  | 鉄道捜査官                         | 17                                 | 沢口靖子            | 西村京太郎 | 深沢正樹            | 村川透     | VIVIA                  | ☆    |
| 2    | 2017年6月25日  | 人類学者・岬久美子の殺人鑑定       | 7                                  | 大塚寧々            | -          | 真部千晶            | 藤岡浩二郎 | 東映                   | ☆    |
| 3    | 2017年7月2日   | 再捜査刑事・片岡悠介               | 10                                 | 寺島進              | -          | 深沢正樹            | 伊藤寿浩   | レオナ企画             | ☆    |
| 4    | 2017年7月9日   | 家裁調査官・山ノ坊晃               | 2                                  | 小泉孝太郎          | -          | 深沢正樹            | 赤羽博     | ユニオン映画           | ☆    |
| 5    | 2017年7月16日  | 終着駅シリーズ                     | 31                                 | 片岡鶴太郎          | 森村誠一   | 坂上かつえ          | 池広一夫   | 東映                   | ☆    |
| 6    | 2017年7月23日  | 京都南署鑑識ファイル               | 11                                 | 田中美里            | -          | 福島治子            | 樹下直美   | アズバーズ             | ☆    |
| 7    | 2017年7月30日  | おかしな刑事                       | 16                                 | 伊東四朗 羽田美智子 | -          | 岡崎由紀子          | 梶間俊一   | 東映                   | ☆    |
| 8    | 2017年8月6日   | おかしな弁護士                     | 1                                  | 石井正則            | -          | 水谷龍二            | 田村孝蔵   | 東映                   | 〇   |
| 9    | 2017年8月20日  | ドクター彦次郎                     | 3                                  | 寺島進              | -          | 安井国穂            | 吉田啓一郎 | 東映                   | ☆    |
| 10   | 2017年9月3日   | 検事・朝日奈耀子                   | 19                                 | 眞野あずさ          | -          | 吉田真侑子          | 津崎敏喜   | 東映                   | ☆    |
| 11   | 2017年9月17日  | 特殊犯罪課・花島渉                 | 2                                  | 内藤剛志            | -          | 谷口純一郎          | 中前勇児   | 東映                   | ★    |
| 12   | 2017年9月24日  | 狩矢父娘シリーズ                   | 19                                 | 藤谷美紀 田村亮     | 山村美紗   | 谷慶子              | 近藤一彦   | 東映                   | ☆    |
| 13   | 2017年10月1日  | 司法教官・穂高美子                 | 6                                  | 水野真紀            | -          | 小峯裕之            | 伊藤寿浩   | 松竹                   | ☆    |
| 14   | 2017年10月15日 | 庶務行員・多加賀主水               | 1                                  | 高橋克典            | 江上剛     | 李正姫 中村由加里   | 今井和久   | MMJ                    | ●    |
| 15   | 2017年10月22日 | 白い刑事                           | 白い刑事                           | 安田顕              | 佐野洋     | 安井国穂            | 伊藤寿浩   | 東阪企画               | ●    |
| 16   | 2017年11月12日 | 深層捜査                           | 2                                  | 長塚京三            | -          | 渡辺典子 香月秀之   | 香月秀之   | フレッシュハーツ       | ☆    |
| 17   | 2017年11月26日 | 最後の同窓会                       | 最後の同窓会                       | 市村正親            | -          | 岡田惠和            | 内片輝     | 大映テレビ             | ◇    |
| 18   | 2017年12月3日  | ハルさん 花嫁の父は名探偵!?        | ハルさん 花嫁の父は名探偵!?        | 生瀬勝久            | 藤野恵美   | 深沢正樹            | 大谷健太郎 | 松竹                   | ●    |
| 19   | 2017年12月10日 | 内閣情報調査室 特命調査官・ハト    | 内閣情報調査室 特命調査官・ハト    | 松重豊              | -          | 深沢正樹            | 伊藤寿浩   | Joker                  | ●    |
| 20   | 2017年12月17日 | 電卓刑事                           | 電卓刑事                           | 高島礼子            | -          | 安井国穂            | 濱龍也     | 東映                   | ●    |
| 21   | 2018年1月14日  | おかしな弁護士                     | 2                                  | 石井正則            | -          | 水谷龍二            | 田村孝蔵   | 東映                   | 〇   |
| 22   | 2018年1月21日  | 将軍刑事                           | 将軍刑事                           | 村上弘明            | -          | 小峯裕之            | 伊藤寿浩   | 東映                   | ●    |
| 23   | 2018年1月28日  | 越後純情刑事・早乙女真子           | 越後純情刑事・早乙女真子           | 比嘉愛未            | -          | 吉本昌弘            | 坂本栄隆   | ケイファクトリー       | ●    |
| 24   | 2018年2月4日   | 欠点だらけの刑事                   | 1                                  | 小日向文世          | -          | 徳永友一            | 近藤一彦   | 東映                   | ●    |
| 25   | 2018年2月11日  | 警視庁さがし物係                   | 警視庁さがし物係                   | 岸谷五朗            | -          | 浜田秀哉 青木江梨花 | 田村孝蔵   | 東映                   | ●    |
| 26   | 2018年2月18日  | しんがん〜警視庁お宝捜査           | しんがん〜警視庁お宝捜査           | 片岡鶴太郎          | -          | 安井国穂            | 池澤辰也   | 東映                   | ●    |
| 27   | 2018年3月4日   | 管理官 明石美和子 十四番目に来た女 | 管理官 明石美和子 十四番目に来た女 | 戸田恵子            | -          | 寺田敏雄            | 岡嶋純一   | ユニオン映画           | ●    |
| 28   | 2018年3月11日  | 刑事・横道逸郎                     | 刑事・横道逸郎                     | 高田純次            | -          | 小峯裕之            | 木川学     | VIVIA                  | ●    |
| 29   | 2018年3月18日  | 写楽ホーム凸凹探偵団               | 写楽ホーム凸凹探偵団               | 草刈正雄            | 那須正幹   | 蛭田直美            | 村松弘之   | 大映テレビ             | ●    |
| 30   | 2018年3月25日  | 明日への誓い                       | 明日への誓い                       | 萩原健一            | -          | 長谷川隆 深沢正樹   | 津崎敏喜   | オスカープロモーション | ●    |

- ☆：『土曜プライム』の一企画扱いに降格前の『土曜ワイド劇場』または『土曜プライム・土曜ワイド劇場』から継続しているシリーズ[注 5]
- ★：ミステリースペシャルから継続しているシリーズ
- 〇：本枠での新シリーズ
- ●：本枠での単発新作
- ◇：単発のスペシャルドラマ

### 『帯ドラマ劇場』の総集編
- やすらぎの郷[注 6]
  - ゴールデンウィーク特別編・後編 - 2017年4月30日放送。第3・4週を中心とした総集編を放送。テレビ朝日・北海道テレビ以外の『日曜ワイド』のネット局22局では前日昼前に放送の『前編』（第1・2週を中心とした総集編）は非ネット。
  - 第5週特別編 - 2017年5月7日放送。第5週の総集編を放送。

### ネット局全局での休止またはラインナップ変更事例
- 2017年
  - 6月18日は当初『司法教官・穂高美子6』を放送する予定であったが、同月13日に野際陽子が死去したことを受け、『特別編 追悼特別番組 野際陽子さんを偲んで』に急遽変更したため、前述のように10月1日に振替放送した[8]。同番組では、野際がMCを務めた紀行番組『旅の香り 時の遊び』の傑作選（ドラマではない。）と、2015年3月5日に放送された『木曜ドラマ・DOCTORS〜最強の名医〜第3シーズン』の最終話を再放送した。なお、この日は字幕放送は実施するも、解説放送及び連動データ放送は休止となった。
  - 10月8日は『世界体操2017・種目別決勝第1日』のため、休止。
  - 10月29日は『フィギュアグランプリシリーズ2017カナダ大会・男女フリー』のため、休止。
  - 11月5日は『JAバンクスポーツスペシャル 第49回全日本大学駅伝対校選手権大会』（テレビ朝日・メ〜テレ共同制作、8:05 - 13:40、7:45 - 8:05に「直前情報」も別途放送）のため、休止。
  - 11月19日は『フィギュアグランプリシリーズ2017フランス大会・男女フリー』のため、休止。
  - 12月31日は『芸能人格付けチェック特別編』（朝日放送制作・同局からの裏送りネット、8:00 - 11:45。朝日放送をはじめとするテレビ朝日以外の同系列フルネット局の一部では各局別の自主編成）のため、休止。
- 2018年
  - 1月7日は『ドラえもん クレヨンしんちゃん 2018年冬のアニメ祭り』（「ドラえもん」…10:00 - 10:58・「クレヨンしんちゃん」…10:58 - 11:50）のため、休止。
  - 2月25日は『最新映画公開記念!映画ドラえもん のび太のひみつ道具博物館』のため、休止。

## 放送局・配信元
| 放送対象地域  | 放送局                   | 系列           | 放送日時           | ネット状況 |
| ------------- | ------------------------ | -------------- | ------------------ | ---------- |
| 関東広域圏    | テレビ朝日（EX）         | テレビ朝日系列 | 日曜 10:00 - 11:50 | 制作局     |
| 北海道        | 北海道テレビ（HTB）      | テレビ朝日系列 | 日曜 10:00 - 11:50 | 同時ネット |
| 青森県        | 青森朝日放送（ABA）      | テレビ朝日系列 | 日曜 10:00 - 11:50 | 同時ネット |
| 岩手県        | 岩手朝日テレビ（IAT）    | テレビ朝日系列 | 日曜 10:00 - 11:50 | 同時ネット |
| 宮城県        | 東日本放送（KHB）        | テレビ朝日系列 | 日曜 10:00 - 11:50 | 同時ネット |
| 秋田県        | 秋田朝日放送（AAB）      | テレビ朝日系列 | 日曜 10:00 - 11:50 | 同時ネット |
| 山形県        | 山形テレビ（YTS）        | テレビ朝日系列 | 日曜 10:00 - 11:50 | 同時ネット |
| 福島県        | 福島放送（KFB）          | テレビ朝日系列 | 日曜 10:00 - 11:50 | 同時ネット |
| 長野県        | 長野朝日放送（abn）      | テレビ朝日系列 | 日曜 10:00 - 11:50 | 同時ネット |
| 新潟県        | 新潟テレビ21（UX）       | テレビ朝日系列 | 日曜 10:00 - 11:50 | 同時ネット |
| 静岡県        | 静岡朝日テレビ（SATV）   | テレビ朝日系列 | 日曜 10:00 - 11:50 | 同時ネット |
| 石川県        | 北陸朝日放送（HAB）      | テレビ朝日系列 | 日曜 10:00 - 11:50 | 同時ネット |
| 中京広域圏    | メ〜テレ（NBN）          | テレビ朝日系列 | 日曜 10:00 - 11:50 | 同時ネット |
| 近畿広域圏    | 朝日放送（ABC）          | テレビ朝日系列 | 日曜 10:00 - 11:50 | 同時ネット |
| 広島県        | 広島ホームテレビ（HOME） | テレビ朝日系列 | 日曜 10:00 - 11:50 | 同時ネット |
| 山口県        | 山口朝日放送（yab）      | テレビ朝日系列 | 日曜 10:00 - 11:50 | 同時ネット |
| 岡山県 香川県 | 瀬戸内海放送（KSB）      | テレビ朝日系列 | 日曜 10:00 - 11:50 | 同時ネット |
| 愛媛県        | 愛媛朝日テレビ（eat）    | テレビ朝日系列 | 日曜 10:00 - 11:50 | 同時ネット |
| 福岡県        | 九州朝日放送（KBC）      | テレビ朝日系列 | 日曜 10:00 - 11:50 | 同時ネット |
| 長崎県        | 長崎文化放送（NCC）      | テレビ朝日系列 | 日曜 10:00 - 11:50 | 同時ネット |
| 熊本県        | 熊本朝日放送（KAB）      | テレビ朝日系列 | 日曜 10:00 - 11:50 | 同時ネット |
| 大分県        | 大分朝日放送（OAB）      | テレビ朝日系列 | 日曜 10:00 - 11:50 | 同時ネット |
| 鹿児島県      | 鹿児島放送（KKB）        | テレビ朝日系列 | 日曜 10:00 - 11:50 | 同時ネット |
| 沖縄県        | 琉球朝日放送（QAB）      | テレビ朝日系列 | 日曜 10:00 - 11:50 | 同時ネット |

インターネット配信
- テレ朝キャッチアップ・TVer - いずれも、テレビ朝日での放送終了後、次回放送日[注 8]の8:00まで、インターネット配信可能な直近回のみ無料配信。

### 一部系列局での遅れネットまたはネット返上について
- 一部系列局では、地元の高校野球地方大会（県大会等）中継に伴い、臨時で遅れネットまたはネット返上とする回が生じた。また、朝日放送（当時）では2017年8月13日・20日に夏の高校野球中継を優先したため、ネット返上とした。
- 2017年11月12日は、九州朝日放送のみ福岡マラソン中継番組『情熱ラン!情熱エール!福岡マラソン』放送のため13:55 - 15:48に放送。また、同年11月26日も福岡ソフトバンクホークスパレード生中継番組『祝!ホークス日本一 たっぷり魅せます「ワンダホー!」パレード』放送のため、15:32 - 17:25に放送された。
- 2018年3月4日は、静岡朝日テレビのみ『静岡マラソン2018・第1部』放送のため、15:20 - 17:10に放送。